# Catostylus tagi
Catostylus tagi är en manetart som först beskrevs av Ernst Haeckel 1869.  Catostylus tagi ingår i släktet Catostylus och familjen Catostylidae. Inga underarter finns listade i Catalogue of Life.